# Shamil Gasanov
Bản mẫu:Eastern Slavic name
Shamil Askhabovich Gasanov (tiếng Nga: Шамиль Асхабович Гасанов; sinh ngày 30 tháng 7 năm 1993) là một cầu thủ bóng đá người Nga. Anh thi đấu cho FC Yenisey Krasnoyarsk.

## Sự nghiệp câu lạc bộ
Anh có màn ra mắt tại Russian Second Division cho FC Podolye Podolsky district vào ngày 11 tháng 10 năm 2012 trong trận đấu với FC Metallurg-Oskol Stary Oskol.
Anh ra mắt tại Giải bóng đá ngoại hạng Nga cho F.K. Anzhi Makhachkala vào ngày 18 tháng 10 năm 2015 trong trận đấu với F.K. Krasnodar.
Vào ngày 15 tháng 8 năm 2017, anh chuyển đến Norway, ký hợp đồng với Tromsø đến tháng 12 năm 2017 cùng với điều khoản gia hạn 3 năm. Anh trở lại Russia without playing any games in Norway and ký hợp đồng với FC Yenisey Krasnoyarsk vào tháng 2 năm 2018.